# Milou Largo
 (avril 2010).
Si vous disposez d'ouvrages ou d'articles de référence ou si vous connaissez des sites web de qualité traitant du thème abordé ici, merci de compléter l'article en donnant les références utiles à sa vérifiabilité et en les liant à la section « Notes et références ».
Pour les articles homonymes, voir Milou (homonymie).
Milou Largo est une chanteuse franco-suisse née le 14 février 1972 à Neuchâtel en Suisse. Elle a sorti quatre albums entre 1996 et 2008. Milou Largo est auteur-compositeur-interprète. 

## Biographie
À 11 ans, elle commence à composer à la guitare ses premières chansons. Elle ne se doute pas que 5 ans plus tard, après avoir remporté un casting national, elle enregistrera Radio Bungaloo, son premier 45 tours. Celui-ci ne remportant pas le succès attendu, elle se tourne alors vers la comédie et fait une première apparition au cinéma dans un film de Francis Reusser (Jacques et Françoise). Elle joue aussi dans des téléfilms et des pièces de théâtre.
En 1997, son premier album, intitulé Légende indienne (Solo Music), enregistré au Palais des Congrès de Paris avec Laurent Vernerey (bassiste) et Pierre Jaconelli (guitariste), deux grands musiciens qui font partie de l’équipe de Zazie et Pascal Obispo, sort dans toute la francophonie. Il sera édité au Québec par Jehan Valiquet (Charles Aznarvour, Carla Bruni, Jean-Jacques Goldman) et plusieurs titres, dont Sens dessus-dessous, se retrouvent en forte rotation sur des dizaines de radios FM en France, en Suisse, en Belgique et au Québec.
En 2004, sort son deuxième album intitulé Chercheuse d’amour (Solo Music). Elle collabore avec François Bernheim (Patricia Kaas, Renaud, Véronique Sanson, etc.) et l'auteur Jean-Claude Collo. Durant la même période, elle rencontre Marco Attali qui lui propose d’enregistrer une nouvelle version de son tube des années 80 T'as le look, coco. Remixé par Djamin, le titre passe dans tous les clubs, ce qui lui permettra de faire une apparition remarquée au festival « Energy 06′ » à Zurich, l’un des plus gros évènement mondial de dance et house music,.
Avec son 3e album intitulé Entre le monde et moi, Milou Largo se replonge dans l’écriture qu’elle affectionne tout particulièrement. Ses textes sont imprégnés de thèmes récurrents comme la sensualité, l’amour, les croyances et la mort. Ce disque, dont les arrangements et les mélodies sont épurés pour laisser la place à sa voix sensuelle est composé de 18 chansons inédites, qu’elle a écrites en collaboration avec d’autres artistes comme le producteur et musicien Mark Angelil, l'auteur Jean-Claude Collo et le compositeur Fred Vonlanthen.

## Discographie
- 2005 : Chercheuse D'amour
- 2005 : À Fleur De Peau
- 2005 : Légende Indienne
- 2005 : Long Journey
- 2008 : Entre le monde et moi